# Palmarès et statistiques de Maria Sharapova

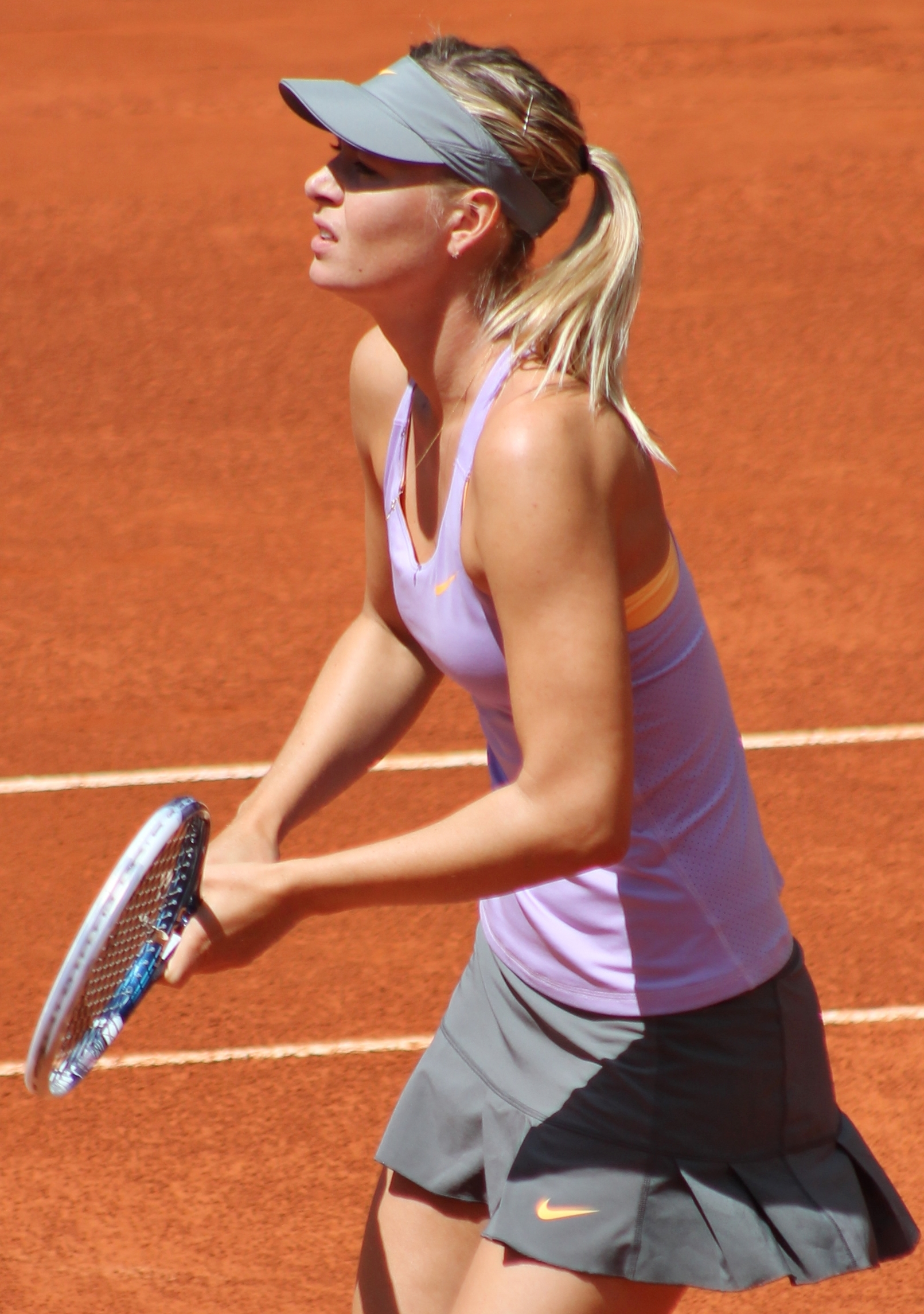
Sharapova au Master 1000 de Madrid, juste avant Roland Garros, en 2014.

Cet article traite des différents résultats obtenus par Maria Sharapova, joueuse de tennis russe. À ce jour, Sharapova a remporté trente-cinq titres WTA dont cinq Grand Chelem, un Masters, six Tier I, deux Premier Mandatory et cinq Premier 5. Elle a également passé 21 semaines à la place de numéro 1 mondiale. Elle annonce, le 18 mars 2025 dans le journal Vanity Fair, qu’elle prend sa retraite.

## Principaux moments
(juin 2017).

## Finales importantes

### En Grand Chelem

#### Simple: 10 (5 titres, 5 finales)
| Résultat  | Année | Tournoi          | Surface      | Adversaire        | Score de la finale |
| --------- | ----- | ---------------- | ------------ | ----------------- | ------------------ |
| Vainqueur | 2004  | Wimbledon        | Gazon        | Serena Williams   | 6-1, 6-4           |
| Vainqueur | 2006  | US Open          | Dur          | Justine Henin     | 6-4, 6-4           |
| Finaliste | 2007  | Open d'Australie | Dur          | Serena Williams   | 1-6, 2-6           |
| Vainqueur | 2008  | Open d'Australie | Dur          | Ana Ivanović      | 7-5, 6-3           |
| Finaliste | 2011  | Wimbledon        | Gazon        | Petra Kvitová     | 3-6, 4-6           |
| Finaliste | 2012  | Open d'Australie | Dur          | Victoria Azarenka | 3-6, 0-6           |
| Vainqueur | 2012  | Roland-Garros    | Terre battue | Sara Errani       | 6-3, 6-2           |
| Finaliste | 2013  | Roland-Garros    | Terre battue | Serena Williams   | 4-6, 4-6           |
| Vainqueur | 2014  | Roland-Garros    | Terre battue | Simona Halep      | 6-4, 65-7, 6-4     |
| Finaliste | 2015  | Open d'Australie | Dur          | Serena Williams   | 3-6, 65-7          |

### Aux Masters

#### Simple: 3 (1 titre, 2 finales)
| Résultat  | Tournoi                   | Surface    | Adversaire      | Score         |
| --------- | ------------------------- | ---------- | --------------- | ------------- |
| Vainqueur | Masters 2004, Los Angeles | Dur (int.) | Serena Williams | 4-6, 6-2, 6-4 |
| Finaliste | Masters 2007, Madrid      | Dur (int.) | Justine Henin   | 7-5, 5-7, 3-6 |
| Finaliste | Masters 2012, Istanbul    | Dur (int.) | Serena Williams | 4-6, 3-6      |

### En «Tier I» / «Premier Mandatory» et «Premier 5»

#### Simple: 25 (14 titres, 11 finales)
(juin 2017).

### Jeux olympiques

#### Simple: 1 (1 finale: médaille d'argent)
| Résultat | Année | Tournoi                  | Surface | Adversaire      | Score de la finale |
| -------- | ----- | ------------------------ | ------- | --------------- | ------------------ |
| Argent   | 2012  | Jeux olympiques, Londres | Gazon   | Serena Williams | 0-6, 1-6           |

## Palmarès

### Titres en simple (35)
| Catégorie \ Surface          | Dur | Terre | Gazon | Moquette | Total |
| ---------------------------- | --- | ----- | ----- | -------- | ----- |
| Grand Chelem                 | 2   | 2     | 1     | —        | 5     |
| Jeux olympiques              | 0   | —     | 0     | —        | 0     |
| Masters                      | 1   | —     | —     | —        | 1     |
| PREMIER * (ap. 2008)         | 2   | 1     | —     | —        | 3     |
| Premier 5 (ap. 2008)         | 2   | 3     | —     | —        | 5     |
| Masters bis (ap. 2008)       | 0   | —     | —     | —        | 0     |
| Premier (ap. 2008)           | 1   | 3     | —     | —        | 4     |
| Intern'l (ap. 2008)          | 2   | 1     | —     | —        | 3     |
| Tier I (av. 2009)            | 5   | 0     | —     | 1        | 6     |
| Tier II (av. 2009)           | 2   | 1     | —     | 0        | 3     |
| Tier III, IV et V (av. 2009) | 3   | 0     | 2     | 1        | 6     |
| Total                        | 20  | 11    | 3     | 2        | 36    |

| No | Date       | Nom et lieu du tournoi                      | Catégorie | Dotation     | Surface         | Finaliste              | Score          |          |
| -- | ---------- | ------------------------------------------- | --------- | ------------ | --------------- | ---------------------- | -------------- | -------- |
| 1  | 29-09-2003 | AIG Japan Open, Tokyo                       | Tier III  | 170 000 $    | Dur (ext.)      | Anikó Kapros           | 2-6, 6-2, 7-65 | Parcours |
| 2  | 27-10-2003 | Challenge Bell, Québec                      | Tier III  | 170 000 $    | Moquette (int.) | Milagros Sequera       | 6-2, 0-0, ab.  | Parcours |
| 3  | 07-06-2004 | DFS Classic, Birmingham                     | Tier III  | 170 000 $    | Gazon (ext.)    | Tatiana Golovin        | 4-6, 6-2, 6-1  | Parcours |
| 4  | 21-06-2004 | The Championships, Wimbledon                | G. Chelem | 6 063 070 $  | Gazon (ext.)    | Serena Williams        | 6-1, 6-4       | Parcours |
| 5  | 27-09-2004 | Hansol Korea Tennis Championships, Séoul    | Tier IV   | 140 000 $    | Dur (ext.)      | Marta Domachowska      | 6-1, 6-1       | Parcours |
| 6  | 04-10-2004 | AIG Japan Open Tennis Championships, Tokyo  | Tier III  | 170 000 $    | Dur (ext.)      | Mashona Washington     | 6-0, 6-1       | Parcours |
| 7  | 08-11-2004 | Tour Championships by Porsche, Los Angeles  | Masters   | 3 000 000 $  | Dur (int.)      | Serena Williams        | 4-6, 6-2, 6-4  | Parcours |
| 8  | 31-01-2005 | Toray Pan Pacific Open, Tokyo               | Tier I    | 1 300 000 $  | Moquette (int.) | Lindsay Davenport      | 6-1, 3-6, 7-65 | Parcours |
| 9  | 21-02-2005 | Qatar Total Open, Doha                      | Tier II   | 600 000 $    | Dur (ext.)      | Alicia Molik           | 4-6, 6-1, 6-4  | Parcours |
| 10 | 06-06-2005 | DFS Classic, Birmingham                     | Tier III  | 200 000 $    | Gazon (ext.)    | Jelena Janković        | 6-2, 4-6, 6-1  | Parcours |
| 11 | 06-03-2006 | Pacific Life Open, Indian Wells             | Tier I    | 2 100 000 $  | Dur (ext.)      | Elena Dementieva       | 6-1, 6-2       | Parcours |
| 12 | 31-07-2006 | Acura Classic, San Diego                    | Tier I    | 1 340 000 $  | Dur (ext.)      | Kim Clijsters          | 7-5, 7-5       | Parcours |
| 13 | 29-08-2006 | US Open, Flushing Meadows                   | G. Chelem | 8 332 000 $  | Dur (ext.)      | Justine Henin Hardenne | 6-4, 6-4       | Parcours |
| 14 | 16-10-2006 | Zurich Open, Zurich                         | Tier I    | 1 340 000 $  | Dur (int.)      | Daniela Hantuchová     | 6-1, 4-6, 6-3  | Parcours |
| 15 | 24-10-2006 | Generali Ladies, Linz                       | Tier II   | 600 000 $    | Dur (int.)      | Nadia Petrova          | 7-5, 6-2       | Parcours |
| 16 | 30-07-2007 | Acura Classic, San Diego                    | Tier I    | 1 340 000 $  | Dur (ext.)      | Patty Schnyder         | 6-2, 3-6, 6-0  | Parcours |
| 17 | 14-01-2008 | Australian Open, Melbourne                  | G. Chelem | 8 000 000 $  | Dur (ext.)      | Ana Ivanović           | 7-5, 6-3       | Parcours |
| 18 | 18-02-2008 | Qatar Total Open, Doha                      | Tier I    | 2 500 000 $  | Dur (ext.)      | Vera Zvonareva         | 6-1, 2-6, 6-0  | Parcours |
| 19 | 07-04-2008 | Bausch & Lomb Championships, Amelia Island  | Tier II   | 600 000 $    | Terre (ext.)    | Dominika Cibulková     | 7-67, 6-3      | Parcours |
| 20 | 27-09-2009 | Toray Pan Pacific Open, Tokyo               | Premier 5 | 2 000 000 $  | Dur (ext.)      | Jelena Janković        | 5-2, ab.       | Parcours |
| 21 | 15-02-2010 | M. Keegan & Cellular South Cup, Memphis     | Intern'l  | 220 000 $    | Dur (int.)      | Sofia Arvidsson        | 6-2, 6-1       | Parcours |
| 22 | 17-05-2010 | Internationaux de Strasbourg, Strasbourg    | Intern'l  | 220 000 $    | Terre (ext.)    | Kristina Barrois       | 7-5, 6-1       | Parcours |
| 23 | 09-05-2011 | Internazionali BNL d'Italia, Rome           | Premier 5 | 2 050 000 $  | Terre (ext.)    | Samantha Stosur        | 6-2, 6-4       | Parcours |
| 24 | 15-08-2011 | Western & Southern Open, Cincinnati         | Premier 5 | 2 050 000 $  | Dur (ext.)      | Jelena Janković        | 4-6, 7-63, 6-3 | Parcours |
| 25 | 23-04-2012 | Porsche Tennis Grand Prix, Stuttgart        | Premier   | 740 000 $    | Terre (int.)    | Victoria Azarenka      | 6-1, 6-4       | Parcours |
| 26 | 14-05-2012 | Internazionali BNL d'Italia, Rome           | Premier 5 | 2 168 400 $  | Terre (ext.)    | Li Na                  | 4-6, 6-4, 7-65 | Parcours |
| 27 | 27-05-2012 | Roland-Garros, Paris                        | G. Chelem | 11 315 740 $ | Terre (ext.)    | Sara Errani            | 6-3, 6-2       | Parcours |
| 28 | 04-03-2013 | BNP Paribas Open, Indian Wells              | PREMIER*  | 6 020 268 $  | Dur (ext.)      | Caroline Wozniacki     | 6-2, 6-2       | Parcours |
| 29 | 22-04-2013 | Porsche Tennis Grand Prix, Stuttgart        | Premier   | 795 707 $    | Terre (int.)    | Li Na                  | 6-4, 6-3       | Parcours |
| 30 | 21-04-2014 | Porsche Tennis Grand Prix, Stuttgart        | Premier   | 710 000 $    | Terre (int.)    | Ana Ivanović           | 3-6, 6-4, 6-1  | Parcours |
| 31 | 05-05-2014 | Mutua Madrid Open, Madrid                   | PREMIER*  | 4 236 425 $  | Terre (ext.)    | Simona Halep           | 1-6, 6-2, 6-3  | Parcours |
| 32 | 25-05-2014 | Roland-Garros, Paris                        | G. Chelem | 15 598 998 $ | Terre (ext.)    | Simona Halep           | 6-4, 6-75, 6-4 | Parcours |
| 33 | 27-09-2014 | China Open, Pékin                           | PREMIER*  | 5 427 105 $  | Dur (ext.)      | Petra Kvitová          | 6-4, 2-6, 6-3  | Parcours |
| 34 | 04-01-2015 | Brisbane International by Suncorp, Brisbane | Premier   | 1 000 000 $  | Dur (ext.)      | Ana Ivanović           | 6-74, 6-3, 6-3 | Parcours |
| 35 | 11-05-2015 | Internazionali BNL d'Italia, Rome           | Premier 5 | 2 707 664 $  | Terre (ext.)    | Carla Suárez Navarro   | 4-6, 7-5, 6-1  | Parcours |
| 36 | 09-10-2017 | Tianjin Open, Tianjin                       | Intern'l  | 500 000 $    | Dur (ext.)      | Aryna Sabalenka        | 7-5, 7-68      | Parcours |

### Finales en simple (23)
| Catégorie \ Surface          | Dur | Terre | Gazon | Moquette | Total |
| ---------------------------- | --- | ----- | ----- | -------- | ----- |
| Grand Chelem                 | 3   | 1     | 1     | —        | 5     |
| Jeux olympiques              | 0   | —     | 1     | —        | 1     |
| Masters                      | 2   | —     | —     | —        | 2     |
| PREMIER * (ap. 2008)         | 5   | 1     | —     | —        | 6     |
| Premier 5 (ap. 2008)         | 2   | 0     | —     | —        | 2     |
| Premier (ap. 2008)           | 1   | 0     | —     | —        | 1     |
| Intern'l (ap. 2008)          | 0   | 0     | 1     | —        | 1     |
| Tier I (av. 2009)            | 3   | 0     | —     | 0        | 3     |
| Tier II (av. 2009)           | 1   | 0     | —     | 0        | 1     |
| Tier III, IV et V (av. 2009) | 0   | 0     | 1     | 0        | 1     |
| Total                        | 17  | 2     | 4     | 0        | 23    |

| No | Date       | Nom et lieu du tournoi                      | Catégorie     | Dotation     | Surface      | Vainqueure             | Score          |          |
| -- | ---------- | ------------------------------------------- | ------------- | ------------ | ------------ | ---------------------- | -------------- | -------- |
| 1  | 18-10-2004 | Swisscom Challenge, Zurich                  | Tier I        | 1 300 000 $  | Dur (int.)   | Alicia Molik           | 4-6, 6-2, 6-3  | Parcours |
| 2  | 23-03-2005 | NASDAQ-100 Open, Miami                      | Tier I        | 3 115 000 $  | Dur (ext.)   | Kim Clijsters          | 6-3, 7-5       | Parcours |
| 3  | 20-02-2006 | Duty Free Women’s Open, Dubaï               | Tier II       | 1 000 000 $  | Dur (ext.)   | Justine Henin Hardenne | 7-5, 6-2       | Parcours |
| 4  | 20-03-2006 | NASDAQ-100 Open, Miami                      | Tier I        | 3 450 000 $  | Dur (ext.)   | Svetlana Kuznetsova    | 6-4, 6-3       | Parcours |
| 5  | 15-01-2007 | Australian Open, Melbourne                  | G. Chelem     | 6 737 973 $  | Dur (ext.)   | Serena Williams        | 6-1, 6-2       | Parcours |
| 6  | 11-06-2007 | DFS Classic, Birmingham                     | Tier III      | 200 000 $    | Gazon (ext.) | Jelena Janković        | 4-6, 6-3, 7-5  | Parcours |
| 7  | 05-11-2007 | Sony Ericsson Championships, Madrid         | Masters       | 3 000 000 $  | Dur (int.)   | Justine Henin          | 5-7, 7-5, 6-3  | Parcours |
| 8  | 17-08-2009 | Coupe Rogers, Toronto                       | Premier 5     | 2 000 000 $  | Dur (ext.)   | Elena Dementieva       | 6-4, 6-3       | Parcours |
| 9  | 07-06-2010 | Aegon Classic, Birmingham                   | Intern'l      | 220 000 $    | Gazon (ext.) | Li Na                  | 7-5, 6-1       | Parcours |
| 10 | 26-07-2010 | Bank of the West Classic, Stanford          | Premier       | 700 000 $    | Dur (ext.)   | Victoria Azarenka      | 6-4, 6-1       | Parcours |
| 11 | 09-08-2010 | Western & Southern Open, Cincinnati         | Premier 5     | 2 000 000 $  | Dur (ext.)   | Kim Clijsters          | 2-6, 7-64, 6-2 | Parcours |
| 12 | 21-03-2011 | Sony Ericsson Open, Miami                   | PREMIER*      | 4 500 000 $  | Dur (ext.)   | Victoria Azarenka      | 6-1, 6-4       | Parcours |
| 13 | 20-06-2011 | The Championships, Wimbledon                | G. Chelem     | 10 141 303 $ | Gazon (ext.) | Petra Kvitová          | 6-3, 6-4       | Parcours |
| 14 | 16-01-2012 | Australian Open, Melbourne                  | G. Chelem     | 12 122 762 $ | Dur (ext.)   | Victoria Azarenka      | 6-3, 6-0       | Parcours |
| 15 | 07-03-2012 | BNP Paribas Open, Indian Wells              | PREMIER*      | 5 536 664 $  | Dur (ext.)   | Victoria Azarenka      | 6-2, 6-3       | Parcours |
| 16 | 20-03-2012 | Sony Ericsson Open, Miami                   | PREMIER*      | 4 828 050 $  | Dur (ext.)   | Agnieszka Radwańska    | 7-5, 6-4       | Parcours |
| 17 | 28-07-2012 | Olympic Tennis Event, Wimbledon             | J. olympiques | NC           | Gazon (ext.) | Serena Williams        | 6-0, 6-1       | Parcours |
| 18 | 29-09-2012 | China Open, Pékin                           | PREMIER*      | 4 828 050 $  | Dur (ext.)   | Victoria Azarenka      | 6-3, 6-1       | Parcours |
| 19 | 23-10-2012 | TEB BNP Paribas WTA Championships, Istanbul | Masters       | 4 900 000 $  | Dur (int.)   | Serena Williams        | 6-4, 6-3       | Parcours |
| 20 | 18-03-2013 | Sony Open Tennis, Miami                     | PREMIER*      | 5 185 625 $  | Dur (ext.)   | Serena Williams        | 4-6, 6-3, 6-0  | Parcours |
| 21 | 06-05-2013 | Mutua Madrid Open, Madrid                   | PREMIER*      | 5 137 962 $  | Terre (ext.) | Serena Williams        | 6-1, 6-4       | Parcours |
| 22 | 26-05-2013 | Roland-Garros, Paris                        | G. Chelem     | 12 957 474 $ | Terre (ext.) | Serena Williams        | 6-4, 6-4       | Parcours |
| 23 | 19-01-2015 | Australian Open, Melbourne                  | G. Chelem     | 15 561 973 $ | Dur (ext.)   | Serena Williams        | 6-3, 7-65      | Parcours |

### Titres en double (3)
| No | Date       | Nom et lieu du tournoi | Catégorie | Dotation  | Surface      | Partenaire          | Finalistes                          | Score     |          |
| -- | ---------- | ---------------------- | --------- | --------- | ------------ | ------------------- | ----------------------------------- | --------- | -------- |
| 1  | 29-09-2003 | AIG Japan Open Tokyo   | Tier III  | 170 000 $ | Dur (ext.)   | Tamarine Tanasugarn | Ansley Cargill Ashley Harkleroad    | 7-61, 6-0 | Parcours |
| 2  | 20-10-2003 | SEAT Open Luxembourg   | Tier III  | 225 000 $ | Dur (int.)   | Tamarine Tanasugarn | Elena Tatarkova Marlene Weingärtner | 6-1, 6-4  | Parcours |
| 3  | 07-06-2004 | DFS Classic Birmingham | Tier III  | 170 000 $ | Gazon (ext.) | Maria Kirilenko     | Lisa McShea Milagros Sequera        | 6-2, 6-1  | Parcours |

### Finale en double (1)
| No | Date       | Nom et lieu du tournoi                     | Catégorie | Dotation  | Surface    | Vainqueures            | Partenaire     | Score     |          |
| -- | ---------- | ------------------------------------------ | --------- | --------- | ---------- | ---------------------- | -------------- | --------- | -------- |
| 1  | 16-02-2004 | Kroger St. Jude Cellular South Cup Memphis | Tier III  | 190 000 $ | Dur (int.) | Åsa Svensson Meilen Tu | Vera Zvonareva | 6-4, 7-60 | Parcours |

## Statistiques générales
Au 4 juillet 2017 à l'issue du tournoi de Wimbledon 2018.
| Tournoi                  | 2002          | 2003          | 2004        | 2005        | 2006        | 2007        | 2008          | 2009          | 2010          | 2011        | 2012        | 2013        | 2014        | 2015        | 2016          | 2017          | 2018        | Tournois | V-D    |
| ------------------------ | ------------- | ------------- | ----------- | ----------- | ----------- | ----------- | ------------- | ------------- | ------------- | ----------- | ----------- | ----------- | ----------- | ----------- | ------------- | ------------- | ----------- | -------- | ------ |
| Grand Chelem             |               |               |             |             |             |             |               |               |               |             |             |             |             |             |               |               |             |          |        |
| Open d'Australie         | Ab.           | 1T            | 3T          | DF          | DF          | F           | V             | Ab.           | 1T            | HF          | F           | DF          | HF          | F           | QF            | Ab.           | 3T          | 1 / 14   | 53-13  |
| Roland-Garros            | Ab.           | 1T            | QF          | QF          | HF          | DF          | HF            | QF            | 1T            | DF          | V           | F           | V           | HF          | Absente       | Absente       | QF          | 2 / 14   | 57-12  |
| Wimbledon                | Ab.           | HF            | V           | DF          | DF          | HF          | 2T            | 2T            | HF            | F           | HF          | 2T          | HF          | DF          | Absente       | Absente       | 1T          | 1 / 14   | 46-13  |
| US Open                  | Ab.           | 2T            | 3T          | DF          | V           | 3T          | Ab.           | 3T            | HF            | 3T          | DF          | Ab.         | HF          | Absente     | Absente       | HF            |             | 1 / 11   | 35-10  |
| Victoires-Défaites       | 0-0           | 4-4           | 15-3        | 19-4        | 20-3        | 16-4        | 11-2          | 7-3           | 8-4           | 16-4        | 21-3        | 12-3        | 16-3        | 14-3        | 4-1           | 3-1           | 6-3         | 5 / 53   | 192-48 |
| WTA Masters Finals       |               |               |             |             |             |             |               |               |               |             |             |             |             |             |               |               |             |          |        |
| WTA Masters              | Non Qualifiée | Non Qualifiée | V           | DF          | DF          | F           | Non Qualifiée | Non Qualifiée | Non Qualifiée | RR          | F           | N.Q         | RR          | DF          | Non Qualifiée | Non Qualifiée |             | 1 / 8    | 21-11  |
| Jeux olympiques          |               |               |             |             |             |             |               |               |               |             |             |             |             |             |               |               |             |          |        |
| Jeux olympiques          | Non Joué      | Non Joué      | Ab.         | Non Joué    | Non Joué    | Non Joué    | Ab.           | Non Joué      | Non Joué      | Non Joué    | F           | Non Joué    | Non Joué    | Non Joué    | Ab.           | Non Joué      | Non Joué    | 0 / 1    | 5-1    |
| Fed Cup                  |               |               |             |             |             |             |               |               |               |             |             |             |             |             |               |               |             |          |        |
| Fed Cup                  | Absente       | Absente       | V           | Absente     | Absente     | Absente     | Absente       | Absente       | Absente       | F           | DF          | Absente     | Absente     | F           | Absente       | Absente       | Absente     | 1 / 4    | 7-1    |
| WTA Premier Mandatory    |               |               |             |             |             |             |               |               |               |             |             |             |             |             |               |               |             |          |        |
| Indian Wells             | 2T            | 1T            | HF          | DF          | V           | HF          | DF            | Ab.           | 3T            | DF          | F           | V           | 3T          | HF          | Absente       | Absente       | 1T          | 2 / 14   | 38-12  |
| Miami                    | Ab.           | 1T            | HF          | F           | F           | HF          | Absente       | Absente       | Absente       | F           | F           | F           | DF          | 2T          | Absente       | Absente       | Absente     | 0 / 10   | 33-10  |
| Madrid                   | Non Joué      | Non Joué      | Non Joué    | Non Joué    | Non Joué    | Non Joué    | Non Joué      | Ab.           | 1T            | 3T          | QF          | F           | V           | DF          | Ab.           | 2T            | QF          | 1 / 8    | 23-7   |
| Pékin                    | WTA Premier   | WTA Premier   | WTA Premier | WTA Premier | WTA Premier | WTA Premier | WTA Premier   | 3T            | 2T            | Ab.         | F           | Ab.         | V           | Absente     | Absente       | 3T            |             | 1 / 5    | 15-4   |
| WTA Premier 5            |               |               |             |             |             |             |               |               |               |             |             |             |             |             |               |               |             |          |        |
| Rome                     | Absente       | Absente       | 3T          | DF          | Absente     | Absente     | DF            | Absente       | Absente       | V           | V           | QF          | 3T          | V           | Ab.           | 2T            | DF          | 3 / 10   | 31-5   |
| Canada                   | Ab.           | 1T            | 3T          | Absente     | Absente     | Absente     | 3T            | F             | Ab.           | 3T          | Absente     | Absente     | 3T          | Absente     | Absente       | Absente       |             | 0 / 6    | 9-5    |
| Cincinnati               | Premier       | Premier       | Premier     | Premier     | Premier     | Premier     | Premier       | Ab.           | F             | V           | Ab.         | 2T          | DF          | Absente     | Absente       | Absente       |             | 1 / 4    | 13-3   |
| Wuhan                    | Non Joué      | Non Joué      | Non Joué    | Non Joué    | Non Joué    | Non Joué    | Non Joué      | Non Joué      | Non Joué      | Non Joué    | Non Joué    | Non Joué    | 3T          | 2T          | Absente       | Absente       |             | 0 / 2    | 1-2    |
| Doha                     | WTA Premier   | WTA Premier   | WTA Premier | WTA Premier | WTA Premier | WTA Premier | V             | Non Joué      | Non Joué      | Premier     | Ab.         | DF          | Ab.         | Premier     | Ab.           | Premier       | 1T          | 1 / 3    | 8-2    |
| Dubaï                    | WTA Premier   | WTA Premier   | WTA Premier | WTA Premier | WTA Premier | WTA Premier | WTA Premier   | Absente       | Absente       | Absente     | WTA Premier | WTA Premier | WTA Premier | Ab.         | Premier       | Ab.           | Premier     | 0 / 0    | 0-0    |
| Tokyo                    | Absente       | Absente       | 2T          | V           | DF          | DF          | Ab.           | V             | 1T            | QF          | QF          | Ab.         | WTA Premier | WTA Premier | WTA Premier   | WTA Premier   | WTA Premier | 2 / 8    | 19-6   |
| WTA Tier I               |               |               |             |             |             |             |               |               |               |             |             |             |             |             |               |               |             |          |        |
| Berlin                   | Absente       | Absente       | 3T          | QF          | Absente     | Absente     | Absente       | Non Tenu      | Non Tenu      | Non Tenu    | Non Tenu    | Non Tenu    | Non Tenu    | Non Tenu    | Non Tenu      | Non Tenu      | Non Tenu    | 0 / 2    | 4-2    |
| San Diego                | Tier II       | Tier II       | QF          | Ab.         | V           | V           | Absente       | Absente       | Premier       | Non Tenu    | Non Tenu    | Non Tenu    | Non Tenu    | Non Tenu    | Non Tenu      | Non Tenu      | Non Tenu    | 2 / 3    | 12-1   |
| Zurich                   | Absente       | Absente       | F           | Ab.         | V           | Absente     | Absente       | Non Tenu      | Non Tenu      | Non Tenu    | Non Tenu    | Non Tenu    | Non Tenu    | Non Tenu    | Non Tenu      | Non Tenu      | Non Tenu    | 1 / 2    | 7-1    |
| Charleston               | Ab.           | 1T            | Absente     | Absente     | Absente     | Absente     | QF            | WTA Premier   | WTA Premier   | WTA Premier | WTA Premier | WTA Premier | WTA Premier | WTA Premier | WTA Premier   | WTA Premier   | WTA Premier | 0 / 2    | 2-2    |
| Moscou                   | Absente       | Absente       | Absente     | QF          | QF          | 2T          | Ab.           | WTA Premier   | WTA Premier   | WTA Premier | WTA Premier | WTA Premier | WTA Premier | WTA Premier | WTA Premier   | WTA Premier   | WTA Premier | 0 / 3    | 2-2    |
| Statistiques en carrière |               |               |             |             |             |             |               |               |               |             |             |             |             |             |               |               |             |          |        |

## Gains en carrière
| Année     | Grand Chelem Titres en simple | WTA Titres en simple | Total Titres en simple | Gains($)   | Classement |
| --------- | ----------------------------- | -------------------- | ---------------------- | ---------- | ---------- |
| 2003      | 0                             | 2                    | 2                      | 222,005    | 51         |
| 2004      | 1                             | 4                    | 5                      | 2,506,263  | 1          |
| 2005      | 0                             | 3                    | 3                      | 1,921,283  | 5          |
| 2006      | 1                             | 4                    | 5                      | 3,799,501  | 2          |
| 2007      | 0                             | 1                    | 1                      | 1,758,550  | 7          |
| 2008      | 1                             | 2                    | 3                      | 1,937,879  | 6          |
| 2009      | 0                             | 1                    | 1                      | 923,619    | 15         |
| 2010      | 0                             | 2                    | 2                      | 651,279    | 31         |
| 2011      | 0                             | 2                    | 2                      | 2,899,148  | 6          |
| 2012      | 1                             | 2                    | 3                      | 6,508,296  | 3          |
| 2013      | 0                             | 3                    | 3                      | 3,544,222  | 4          |
| 2014      | 1                             | 3                    | 4                      | 5,839,357  | 2          |
| 2015      | 0                             | 2                    | 2                      | 3,949,284  | 6          |
| 2016      | 0                             | 0                    | 0                      | 0          | ND         |
| 2017      | 0                             | 0                    | 0                      | 89,702     | 156        |
| Carrière* | 5                             | 30                   | 35                     | 36,574,188 | 2          |

*Au 19 juin 2017

## Tête de série en Grand Chelem
| Année | Open d'Australie  | Roland-Garros     | Wimbledon | US Open           |
| ----- | ----------------- | ----------------- | --------- | ----------------- |
| 2003  | Qualifiée         | Qualifiée         | Wild Card | Non tête de série |
| 2004  | N°28              | N°18              | N°13      | N°7               |
| 2005  | N°4               | N°2               | N°2       | N°1               |
| 2006  | N°4               | N°4               | N°4       | N°3               |
| 2007  | N°1               | N°2               | N°2       | N°2               |
| 2008  | N°5               | N°1               | N°3       | Non joué          |
| 2009  | Non joué          | Non tête de série | N°24      | N°29              |
| 2010  | N°14              | N°12              | N°16      | N°14              |
| 2011  | N°14              | N°7               | N°5       | N°3               |
| 2012  | N°4               | N°2               | N°1       | N°3               |
| 2013  | N°2               | N°2               | N°3       | Non joué          |
| 2014  | N°3               | N°7               | N°5       | N°5               |
| 2015  | N°2               | N°2               | N°4       | Non joué          |
| 2016  | N°5               | Non joué          | Non joué  | Non joué          |
| 2017  | Non joué          | Non joué          | Non joué  | Wild Card         |
| 2018  | Non tête de série | N°28              | N°24      |                   |

| Finaliste | Vainqueur |

## Victoires sur le Top 10 par saison
Toutes ses victoires sur des joueuses classées dans le top 10 de la WTA lors de la rencontre.
 (juin 2018).
| Saison    | 2004 | 2005 | 2006 | 2007 | 2008 | 2009 | 2010 | 2011 | 2012 | 2013 | 2014 | 2015 | 2016 | 2017 | 2018 | Total |
| Victoires | 7    | 8    | 14   | 7    | 4    | 5    | 2    | 6    | 14   | 7    | 10   | 9    | 0    | 1    | 2    | 96    |

| #    | Joueuse              | Classement Adversaire | Tournoi                                   | Surface      | Tour          | Score                   | Classement M.Sharapova |
| ---- | -------------------- | --------------------- | ----------------------------------------- | ------------ | ------------- | ----------------------- | ---------------------- |
| 2004 |                      |                       |                                           |              |               |                         |                        |
| 1.   | Elena Dementieva     | 10                    | Telecom Italia Masters, Rome, Italie      | Terre battue | 2T            | 6-1, 6-4                | 19                     |
| 2.   | Lindsay Davenport    | 5                     | Wimbledon, Londres, Royaume-Uni           | Gazon        | DF            | 2-6, 7-65, 6-1          | 15                     |
| 3.   | Serena Williams      | 10                    | Wimbledon, Londres, Royaume-Uni           | Gazon        | F             | 6-1, 6-4                | 15                     |
| 4.   | Elena Dementieva     | 5                     | Swisscom Challenge, Zurich, Suisse        | Dur (int.)   | DF            | 4-6, 6-2, 6-3           | 7                      |
| 5.   | Svetlana Kuznetsova  | 4                     | Masters féminin, Los Angeles, États-Unis  | Dur (int.)   | Poules        | 6-1, 6-4                | 6                      |
| 6.   | Anastasia Myskina    | 3                     | Masters féminin, Los Angeles, États-Unis  | Dur (int.)   | DF            | 2-6, 6-2, 6-2           | 6                      |
| 7.   | Serena Williams      | 8                     | Masters féminin, Los Angeles, États-Unis  | Dur (int.)   | F             | 4-6, 6-2, 6-4           | 6                      |
| 2005 |                      |                       |                                           |              |               |                         |                        |
| 8.   | Svetlana Kuznetsova  | No. 5                 | Australian Open, Melbourne, Australia     | Hard         | Quarterfinals | 4–6, 6–2, 6–2           |                        |
| 9.   | Lindsay Davenport    | No. 1                 | Tokyo, Japan                              | Hard         | Final         | 6–1, 3–6, 7–6(7–5)      |                        |
| 10.  | Alicia Molik         | No. 9                 | Doha, Qatar                               | Hard         | Final         | 4–6, 6–1, 6–4           |                        |
| 11.  | Venus Williams       | No. 9                 | Miami, United States                      | Hard         | Semifinals    | 6–4, 6–3                |                        |
| 12.  | Nadia Petrova        | No. 8                 | Wimbledon, London, United Kingdom         | Grass        | Quarterfinals | 7–6(8–6), 6–3           |                        |
| 13.  | Nadia Petrova        | No. 9                 | US Open, New York City, United States     | Hard         | Quarterfinals | 7–5, 4–6, 6–4           |                        |
| 14.  | Lindsay Davenport    | No. 1                 | Los Angeles, US                           | Hard (i)     | Round Robin   | 6–3, 5–7, 6–4           |                        |
| 15.  | Patty Schnyder       | No. 8                 | Los Angeles, US                           | Hard (i)     | Round Robin   | 6–1, 3–6, 6–2           |                        |
| 2006 |                      |                       |                                           |              |               |                         |                        |
| 16.  | Nadia Petrova        | No. 7                 | Australian Open, Melbourne, Australia     | Hard         | Quarterfinals | 7–6(8–6), 6–4           |                        |
| 17.  | Lindsay Davenport    | No. 3                 | Dubai, UAE                                | Hard         | Semifinals    | 3–6, 6–1, 6–3           |                        |
| 18.  | Elena Dementieva     | No. 8                 | Indian Wells, United States               | Hard         | Final         | 6–1, 6–2                |                        |
| 19.  | Elena Dementieva     | No. 8                 | Wimbledon, London, United Kingdom         | Grass        | Quarterfinals | 6–1, 6–4                |                        |
| 20.  | Mary Pierce          | No. 9                 | San Diego, United States                  | Hard         | Quarterfinals | 6–2, 6–3                |                        |
| 21.  | Patty Schnyder       | No. 8                 | San Diego, United States                  | Hard         | Semifinals    | 7–5, 6–4                |                        |
| 22.  | Kim Clijsters        | No. 2                 | San Diego, United States                  | Hard         | Final         | 7–5, 7–5                |                        |
| 23.  | Amélie Mauresmo      | No. 1                 | US Open, New York City, United States     | Hard         | Semifinals    | 6–0, 4–6, 6–0           |                        |
| 24.  | Justine Henin        | No. 2                 | US Open, New York City, United States     | Hard         | Final         | 6–4, 6–4                |                        |
| 25.  | Patty Schnyder       | No. 9                 | Linz, Germany                             | Hard (i)     | Semifinals    | 7–5, 7–5                |                        |
| 26.  | Nadia Petrova        | No. 5                 | Linz, Germany                             | Hard (i)     | Final         | 7–5, 6–2                |                        |
| 27.  | Svetlana Kuznetsova  | No. 4                 | Madrid, Spain                             | Hard (i)     | Round Robin   | 6–1, 6–4                |                        |
| 28.  | Kim Clijsters        | No. 6                 | Madrid, Spain                             | Hard (i)     | Round Robin   | 6–4, 6–4                |                        |
| 29.  | Elena Dementieva     | No. 4                 | Madrid, Spain                             | Hard (i)     | Round Robin   | 6–1, 6–4                |                        |
| 2007 |                      |                       |                                           |              |               |                         |                        |
| 30.  | Kim Clijsters        | No. 5                 | Australian Open, Melbourne, Australia     | Hard         | Semifinals    | 6–4, 6–2                |                        |
| 31.  | Anna Chakvetadze     | No. 9                 | French Open, Paris, France                | Clay         | Quarterfinals | 6–3, 6–4                |                        |
| 32.  | Anna Chakvetadze     | No. 6                 | San Diego, United States                  | Hard         | Semifinals    | 6–3, 6–2                |                        |
| 33.  | Daniela Hantuchová   | No. 9                 | Madrid, Spain                             | Hard (i)     | Round Robin   | 6–4, 7–5                |                        |
| 34.  | Svetlana Kuznetsova  | No. 2                 | Madrid, Spain                             | Hard (i)     | Round Robin   | 5–7, 6–2, 6–2           |                        |
| 35.  | Ana Ivanovic         | No. 4                 | Madrid, Spain                             | Hard (i)     | Round Robin   | 6–1, 6–2                |                        |
| 36.  | Anna Chakvetadze     | No. 7                 | Madrid, Spain                             | Hard (i)     | Semifinals    | 6–2, 6–2                |                        |
| 2008 |                      |                       |                                           |              |               |                         |                        |
| 37.  | Justine Henin        | No. 1                 | Australian Open, Melbourne, Australia     | Hard         | Quarterfinals | 6–4, 6–0                |                        |
| 38.  | Jelena Janković      | No. 4                 | Australian Open, Melbourne, Australia     | Hard         | Semifinals    | 6–3, 6–1                |                        |
| 39.  | Ana Ivanovic         | No. 3                 | Australian Open, Melbourne, Australia     | Hard         | Final         | 7–5, 6–3                |                        |
| 40.  | Daniela Hantuchová   | No. 8                 | Indian Wells, United States               | Hard         | Quarterfinals | 7–6(7–2), 6–1           |                        |
| 2009 |                      |                       |                                           |              |               |                         |                        |
| 41.  | Nadia Petrova        | No. 10                | Stanford, United States                   | Hard         | 2nd Round     | 6–1, 6–2                |                        |
| 42.  | Victoria Azarenka    | No. 9                 | Los Angeles, United States                | Hard         | 2nd Round     | 6–7(4–7), 6–4, 6–2      |                        |
| 43.  | Vera Zvonareva       | No. 7                 | Toronto, Canada                           | Hard         | 3rd Round     | 6–2, 7–6(7–3)           |                        |
| 44.  | Jelena Janković      | No. 8                 | Tokyo, Japan                              | Hard         | Final         | 5–2, retired            |                        |
| 45.  | Victoria Azarenka    | No. 9                 | Beijing, China                            | Hard         | 2nd Round     | 6–3, 6–7(5–7), 7–5      |                        |
| 2010 |                      |                       |                                           |              |               |                         |                        |
| 46.  | Elena Dementieva     | No. 6                 | Stanford, United States                   | Hard         | Quarterfinals | 6–4, 2–6, 6–3           |                        |
| 47.  | Agnieszka Radwańska  | No. 9                 | Cincinnati, United States                 | Hard         | 3rd Round     | 6–2, 6–3                |                        |
| 2011 |                      |                       |                                           |              |               |                         |                        |
| 48.  | Samantha Stosur      | No. 5                 | Miami, United States                      | Hard         | 4th Round     | 6–4, 6–1                |                        |
| 49.  | Victoria Azarenka    | No. 4                 | Rome, Italy                               | Clay         | Quarterfinals | 4–6, 3–0, retired       |                        |
| 50.  | Caroline Wozniacki   | No. 1                 | Rome, Italy                               | Clay         | Semifinals    | 7–5, 6–3                |                        |
| 51.  | Samantha Stosur      | No. 7                 | Rome, Italy                               | Clay         | Final         | 6–2, 6–4                |                        |
| 52.  | Samantha Stosur      | No. 10                | Cincinnati, United States                 | Hard         | Quarterfinals | 6–3, 6–2                |                        |
| 53.  | Vera Zvonareva       | No. 2                 | Cincinnati, United States                 | Hard         | Semifinals    | 2–6, 6–3, 6–3           |                        |
| 2012 |                      |                       |                                           |              |               |                         |                        |
| 54.  | Petra Kvitová        | No. 2                 | Australian Open, Melbourne, Australia     | Hard         | Semifinals    | 6–2, 3–6, 6–4           |                        |
| 55.  | Li Na                | No. 8                 | Miami, United States                      | Hard         | Quarterfinals | 6–3, 6–0                |                        |
| 56.  | Caroline Wozniacki   | No. 6                 | Miami, United States                      | Hard         | Semifinals    | 4–6, 6–2, 6–4           |                        |
| 57.  | Samantha Stosur      | No. 5                 | Stuttgart, Germany                        | Clay (i)     | Quarterfinals | 6–7(5–7), 7–6(7–5), 7–5 |                        |
| 58.  | Petra Kvitová        | No. 3                 | Stuttgart, Germany                        | Clay (i)     | Semifinals    | 6–4, 7–6(7–3)           |                        |
| 59.  | Victoria Azarenka    | No. 1                 | Stuttgart, Germany                        | Clay (i)     | Final         | 6–1, 6–4                |                        |
| 60.  | Li Na                | No. 9                 | Rome, Italy                               | Clay         | Final         | 4–6, 6–4, 7–6(7–5)      |                        |
| 61.  | Petra Kvitová        | No. 4                 | French Open, Paris, France                | Clay         | Semifinals    | 6–3, 6–3                |                        |
| 62.  | Angelique Kerber     | No. 6                 | Beijing, China                            | Hard         | Quarterfinals | 6–0, 3–0, retired       |                        |
| 63.  | Li Na                | No. 8                 | Beijing, China                            | Hard         | Semifinals    | 6–4, 6–0                |                        |
| 64.  | Sara Errani          | No. 7                 | Istanbul, Turkey                          | Hard (i)     | Round Robin   | 6–3, 6–2                |                        |
| 65.  | Agnieszka Radwańska  | No. 4                 | Istanbul, Turkey                          | Hard (i)     | Round Robin   | 5–7, 7–5, 7–5           |                        |
| 66.  | Samantha Stosur      | No. 9                 | Istanbul, Turkey                          | Hard (i)     | Round Robin   | 6–0, 6–3                |                        |
| 67.  | Victoria Azarenka    | No. 1                 | Istanbul, Turkey                          | Hard (i)     | Semifinals    | 6–4, 6–2                |                        |
| 2013 |                      |                       |                                           |              |               |                         |                        |
| 68.  | Samantha Stosur      | No. 9                 | Doha, Qatar                               | Hard         | Quarterfinals | 6–2, 6–4                |                        |
| 69.  | Sara Errani          | No. 8                 | Indian Wells, United States               | Hard         | Quarterfinals | 7–6(8–6), 6–2           |                        |
| 70.  | Caroline Wozniacki   | No. 10                | Indian Wells, United States               | Hard         | Final         | 6–2, 6–2                |                        |
| 71.  | Sara Errani          | No. 7                 | Miami, United States                      | Hard         | Quarterfinals | 7–5, 7–5                |                        |
| 72.  | Angelique Kerber     | No. 6                 | Stuttgart, Germany                        | Clay (i)     | Semifinals    | 6–3, 2–6, 7–5           |                        |
| 73.  | Li Na                | No. 5                 | Stuttgart, Germany                        | Clay (i)     | Final         | 6–4, 6–3                |                        |
| 74.  | Victoria Azarenka    | No. 3                 | French Open, Paris, France                | Clay         | Semifinals    | 6–1, 2–6, 6–4           |                        |
| 2014 |                      |                       |                                           |              |               |                         |                        |
| 75.  | Petra Kvitová        | No. 8                 | Miami, United States                      | Hard         | Quarterfinals | 7–5, 6–1                |                        |
| 76.  | Agnieszka Radwańska  | No. 3                 | Stuttgart, Germany                        | Clay (i)     | Quarterfinals | 6–4, 6–3                |                        |
| 77.  | Li Na                | No. 2                 | Madrid, Spain                             | Clay         | Quarterfinals | 2–6, 7–6(7–5), 6–3      |                        |
| 78.  | Agnieszka Radwańska  | No. 3                 | Madrid, Spain                             | Clay         | Semifinals    | 6–1, 6–4                |                        |
| 79.  | Simona Halep         | No. 5                 | Madrid, Spain                             | Clay         | Final         | 1–6, 6–2, 6–3           |                        |
| 80.  | Simona Halep         | No. 4                 | French Open, Paris, France                | Clay         | Final         | 6–4, 6–7(5–7), 6–4      |                        |
| 81.  | Simona Halep         | No. 2                 | Cincinnati, United States                 | Hard         | Quarterfinals | 3–6, 6–4, 6–4           |                        |
| 82.  | Ana Ivanovic         | No. 9                 | Beijing, China                            | Hard         | Semifinals    | 6–0, 6–4                |                        |
| 83.  | Petra Kvitová        | No. 3                 | Beijing, China                            | Hard         | Final         | 6–4, 2–6, 6–3           |                        |
| 84.  | Agnieszka Radwańska  | No. 6                 | WTA Tour Championships, Singapore         | Hard (i)     | Round Robin   | 7–5, 6–7(4–7), 6–2      |                        |
| 2015 |                      |                       |                                           |              |               |                         |                        |
| 85.  | Ana Ivanovic         | No. 5                 | Brisbane, Australia                       | Hard         | Final         | 6–7(4–7), 6–3, 6–3      |                        |
| 86.  | Eugenie Bouchard     | No. 7                 | Australian Open, Melbourne, Australia     | Hard         | Quarterfinals | 6–3, 6–2                |                        |
| 87.  | Agnieszka Radwańska  | No. 8                 | Fed Cup, Kraków, Poland                   | Hard (i)     | Quarterfinals | 6–1, 7–5                |                        |
| 88.  | Caroline Wozniacki   | No. 5                 | Madrid, Spain                             | Clay         | Quarterfinals | 6–1, 3–6, 6–3           |                        |
| 89.  | Carla Suárez Navarro | No. 10                | Rome, Italy                               | Clay         | Final         | 4–6, 7–5, 6–1           |                        |
| 90.  | Agnieszka Radwańska  | No. 6                 | WTA Tour Championships, Singapore         | Hard (i)     | Round Robin   | 4–6, 6–3, 6–4           |                        |
| 91.  | Simona Halep         | No. 2                 | WTA Tour Championships, Singapore         | Hard (i)     | Round Robin   | 6–4, 6–4                |                        |
| 92.  | Flavia Pennetta      | No. 8                 | WTA Tour Championships, Singapore         | Hard (i)     | Round Robin   | 7–5, 6–1                |                        |
| 93.  | Petra Kvitová        | No. 6                 | Fed Cup, Prague, Czech Republic           | Hard (i)     | Final         | 3–6, 6–4, 6–2           |                        |
| 2017 |                      |                       |                                           |              |               |                         |                        |
| 94.  | Simona Halep         | 2                     | US Open, Flushing Meadows, États-Unis     | Dur          | 1T            | 6-4, 4-6, 6-3           | 146                    |
| 2018 |                      |                       |                                           |              |               |                         |                        |
| 95.  | Jeļena Ostapenko     | 6                     | Internazionali BNL d'Italia, Rome, Italie | Terre battue | QF            | 6-7, 6-4, 7-5           | 40                     |
| 96.  | Karolína Plíšková    | 6                     | Roland Garros, Paris, France              | Terre battue | 3T            | 6-2, 6-1                | 28                     |